# Тунгэн
Тунгэ́н — улус в Курумканском районе Бурятии. Входит в сельское поселение «Арзгун».

## География
Расположен на левом берегу Гарги (левый приток Баргузина). по выходе реки из западных отрогов Икатского хребта, в 13 км к юго-востоку от центра сельского поселения — улуса Арзгун. 

## Население
| 2002 | 2010 |
| ---- | ---- |
| 25   | ↗41  |